# Vlag van Lollum

Vlag van Lollum

De vlag van Lollum is de dorpsvlag van het Nederlandse dorp Lollum, in de Friese gemeente Súdwest-Fryslân. Deze vlag is ontworpen door Klaes Sierksma. De vlag werd in 1955 aangenomen en in 1969 geregistreerd.
Bij gemeenteraadsbesluit van 19 april 1955 zijn een vlag vastgesteld voor de 27 dorpen van de vroegere gemeente Wonseradeel. Deze vlag is ontworpen door Klaes Sierksma.

## Ontwerp
De vlag bestaat uit een blauw veld met een gele diagonale baan die van linksonder naar rechtsboven doorloopt. Aan de mastzijde toont een blauwe verticale baan met daarin een wit blokje.

## Verklaring
De kleuren blauw en geel zijn afgeleid van het dorpswapen. De gele baan verwijst naar het zonlicht. Het dorp lag namelijk in het oosten van de voormalige gemeente Wonseradeel waar het tot behoorde. De mastzijde toont de vlag van Wonseradeel, de gemeente waar Lollum eerder tot behoorde.

## Zie ook

Wapen van Lollum